# Тибуртинские ворота
Тибуртинские ворота (сегодня итал. Porta San Lorenzo, также итал. Porta Taurina) — ворота Аврелианской стены в Риме.
Через ворота проходила Тибуртинская дорога, сегодня Via Tiburtina Antica, которая вела в Тибур, позднее Тиволи. Своё современное название дорога получила от базилики Сан-Лоренцо-фуори-ле-Мура.
Тибуртинские ворота являются в основе монументальной аркой, построенной из травертина из Тиволи, в которой соединялись три водопровода Aqua Iulia, Aqua Marcia и Aqua Tepula, пересекавшие Тибуртинскую дорогу.
Арка была построена при императоре Августе в 5 году до н. э. При строительстве в 271 году Аврелиановой стены арка была встроена в стену, были достроены 2 оборонительные башни и сооружение стало тем самым городскими воротами.